# Eolleongttunttang heungsinso
Eolleongttunttang heungsinso (얼렁뚱땅 흥신소?), nota anche con il titolo internazionale Evasive Inquiry Agency, è una serie televisiva sudcoreana trasmessa su KBS2 dall'8 ottobre al 27 novembre 2007.

## Trama
Quattro conoscenti – un istruttore di taekwondo, un'avventuriera, una cartomante e il proprietario di una fumetteria – si ritrovano coinvolti in una sorta di caccia al tesoro; la particolare attività, intrapresa solo per passare il tempo, assume ben altro significato dopo che i quattro scoprono un cadavere, apparentemente collegato proprio alla medesima ricerca del gruppo.